# 商廷試
商廷試（1497年—1584年），初名商珙，幼年過繼給舅父姓謝，改名謝廷試，入仕為官後復姓商，字汝明，號明洲，浙江紹興府會稽縣人，民籍，明朝政治人物。

## 生平
嘉靖七年（1528年）戊子科浙江鄉試第三十四名舉人，嘉靖二十年（1541年）中式辛丑科會試第六十二名，登第二甲第二十六名進士。授刑部福建司主事，二十三年考绩，迁广西司员外郎，奉诏虑囚云贵。丁母忧，二十九年服除，补原官，寻迁陕西司郎中。出为黄州府知府，三十四年升山东按察副使、兵备青州，改调云南副使、备兵金腾，量移陕西行太僕寺卿，自投劾乞身去。家居逾二十年，日唯课子弄孙自娱。晚年更号澹翁，卒年八十八。有《明洲集》及所訂《參同契》藏于家。

## 家族
曾祖商彪；祖父商澄；父商澤，母謝氏。慈侍下。兄商璉，嘉靖甲午舉人，官汀州府推官。子商為宗、商為臣、商為正、商為士、商為賢、商為音。